# To greu
Els baixos, greus o tons greus són la zona o regió de les baixes freqüències, que l'oïda humana és capaç de captar i d'interpretar. Este marge està comprès, aproximadament, entre els 20 i 500 hertzs. L'oïda humana és capaç de captar vibracions d'un ampli espectre de freqüències (aproximadament entre 20 i 20.000 hertzs), marge d'audiofreqüències que determina l'anomenat espectre audible. El baix o registre greu és la part o veu més greu d'una composició musical, la funció de la qual és proporcionar la base harmònica a la música. Així doncs, el baix executa els sons més greus de la música. En l'orquestra o en qualsevol altra agrupació musical, el baix és l'encarregat de fer sonar les notes que s'utilitzen per oferir un contrapunt o contra-melodia en un context harmònic, ja sigui esbossant o juxtaposant-se a la progressió dels acords, o subratllant el ritme, juntament amb la percussió, si n'hi ha. En molts estils de música popular, com ara el jazz, el blues, el funk, o la música electrònica s'encarrega de fer el suport harmònic i rítmic, generalment fent sonar la fonamental o la quinta de l'acord i marcant els temps forts. Alguns dels instruments que habitualment s'encarreguen d'aquesta part són el baix elèctric, el contrabaix o el teclat (piano, orgue Hammond, orgue electrònic o sintetitzador).